# National Baptist Convention, USA
National Baptist Convention, USA (National Baptist Convention, USA, Inc.) (NBCUSA) är ett av de största kristna samfunden bland afroamerikaner och är, efter amerikanska (USA) Southern Baptist Convention, det näst största baptistsamfundet i hela världen. NBCUSA omfattar 31 000 församlingar och har cirka 7,5 miljoner medlemmar.
NBCUSA är medlem i ekumeniska Christian Churches Together (CCT) och Baptisternas världsallians.

## Historia
I Montgomery, Alabama skapades 1880 en del av blivande NBCUSA i form av Foreign Mission Baptist Convention. 1915 splittrades man i "National Baptist Convention of America un-incorporated" och "National Baptist Convention, USA, Inc." NBCUSA är, trots flera stora splittringar, det största svarta baptistsamfundet och omfattar miljontals medlemmar i USA och i övriga världen.